# Diszprózium
A diszprózium a 66-os rendszámú kémiai elem, vegyjele Dy. Ezüstszürke, fémesen csillogó ritkaföldfém. A természetben szabad állapotban nem található meg, de előfordul különböző ásványokban, például a xenotimban. A természetben található diszpróziumnak hét izotópja van, ezek közül a leggyakoribb a 164Dy.
A diszpróziumot elsőként Paul Émile Lecoq de Boisbaudran azonosította 1886-ban, de nem izolálták az ioncserélő módszerek 1950-es években bekövetkezett fejlődéséig. Jó neutronelnyelő hatáskeresztmetszete miatt atomerőművek szabályozórúdjainak készítésére alkalmazzák. Nagy mágneses szuszceptibilitása miatt mágneses adattároló eszközök készítésére és a Terfenol-D összetevőjeként használják. A vízben oldódó diszpróziumsók enyhén mérgezőek, a vízben oldhatatlanokat nem tekintik mérgezőnek.
A diszprózium név a latin disz- (szét-, el-) és a görög proszitosz (προσιτός: megközelíthető, hozzáférhető) szóból származik arra utalva, hogy a diszpróziumot nehéz volt elválasztani az erbiumtól és a holmiumtól.

## Felhasználás
A diszprózium alkalmazása a hibridautók villanymotorjaiban kiemelkedő szerepet játszik, mivel a ritkaföldfémek közül az egyik legfontosabb elem a neodímium alapú mágnesek koercivitásának növelésében. A diszprózium legfeljebb 0–6%-os arányban helyettesítheti a neodímiumot, és hőkezeléssel kombinálva javítható a mágnesek hőstabilitása és teljesítménye. Egy hibridautó motorja általában körülbelül 100 gramm diszpróziumot tartalmaz, ami alapvető fontosságú a modern elektromos hajtásrendszerek megbízhatósága és hatékonysága szempontjából. 
Jelenleg a világ legnagyobb diszprózium-termelője Kína, amely a ritkaföldfémek bányászatában is domináns szereplő, és az ipari alkalmazások széles spektrumához biztosítja az alapanyagokat, például az elektronikai ipar és a zöld energia szektor számára. Azonban egyes elemzők előrejelzései szerint, 2025-re Kína belső kereslete olyan mértékben megnövekedhet, hogy a kínai bányászat már nem lesz képes elegendő mennyiségű ritkaföldfémet biztosítani a nemzetközi piac számára, különösen a gyorsan fejlődő elektronikai ipara miatt. Egyre inkább szükség lesz az alternatív bányászati forrásokra, és az olyan országok, mint az Egyesült Államok, Kanada vagy Ausztrália is komoly erőfeszítéseket tesznek annak érdekében, hogy csökkentsék a kínai bányászat iránti függőségüket.
Az iparág számára az egyik legnagyobb kihívás, hogy a ritkaföldfémek bányászata és feldolgozása környezeti hatásokat is magában foglal, mivel ezen anyagok kitermelése komoly ökológiai lábnyomot hagyhat, és az előállítási folyamatok jelentős energiafelhasználással járnak. Emiatt folyamatos kutatások zajlanak olyan alternatív megoldások fejlesztésére, amelyek csökkenthetik a ritkaföldfémek iránti keresletet, például a mágnesek újrahasznosítása vagy más anyagok alkalmazása a hibrid és elektromos autók motorjaiban.
A jövőbeli trendek azt mutatják, hogy a ritkaföldfémek elérhetősége, valamint a helyettesítő technológiák fejlődése kulcsszerepet játszanak a globális technológiai és gazdasági stratégiák alakításában. A Kínától való függőség csökkentésére irányuló nemzetközi erőfeszítések és a fenntartható bányászati módszerek fejlesztése biztosíthatják, hogy a ritkaföldfémek iránti kereslet továbbra is kielégíthető legyen anélkül, hogy káros hatással lenne a környezetre.